# Augustin Maillet
Pour les articles homonymes, voir Maillet.
Augustin Maillet, dit Maillet cadet, né Jean Antoine Augustin Maillet le 5 juin 1753 à Lurs et mort à Paris le 24 février 1825, est un homme politique qui fut une figure importante du jacobinisme marseillais sous la Révolution française.

## Biographie
Fils d'un notaire installé à Marseille vers 1772, il est, sous l'Ancien Régime, instituteur comme son frère François, dit Maillet aîné.

### Le jacobin
Augustin Maillet est membre de la Société patriotique des amis de la Constitution de Marseille, (plus souvent appelé Club de la rue Thubaneau) dès sa fondation en avril 1790 et il la présidera à quatre reprises entre 1790 et 1794.
C'est d'ailleurs en tant que président du Club qu'il prononce le 2 juillet 1792 sur la place Saint-Louis (aujourd'hui cours Saint-Louis) un discours enflammé à l'occasion du départ du bataillon des volontaires marseillais pour Paris où celui-ci s'illustrera lors de la  journée du 10 août.
Le 11 novembre 1792, lors des élections pour le directoire et l'administration du département, il est élu président du tribunal criminel, Joseph Giraud étant accusateur public et Étienne Chompré greffier.

### Du conflit entre les sections et le Club jusqu'à l'insurrection fédéraliste
Jusqu'à la fin de l'année 1792, il n'y a pas encore de véritable clivage dans le Club entre les jacobins radicaux et les éléments modérés. Mais la situation change au début de l'année 1793 qui voit le conflit entre la Gironde et la Montagne s'exacerber dans la Convention et s'installer à Marseille. Les débats sur le procès de Louis XVI, en particulier sur la question de l'appel au peuple, permettent aux jacobins radicaux qui, comme Augustin Maillet, ont pris fermement le parti de la Montagne, de réduire l'influence de Barbaroux et de ses amis Rolandins, et d'acquérir une place prédominante dans le Club.
Entre le 12 février et le 11 avril, Maillet participe activement au programme d'organisation du pouvoir exécutif mis en place par le Club au niveau régional. Or ce sont ces mesures (création d'un Comité central de 12 membres, suppression des cercles, formation d'un Tribunal révolutionnaire en remplacement du Tribunal populaire, constitution d'un Comité des finances chargé de taxer les citoyens aisés au profit des plus pauvres, adoption d'un plan de Comité de Sûreté générale) qui seront à l'origine du conflit entre le Club et les sections marseillaises et qui va déboucher sur l'insurrection fédéraliste de juin 1793 contre la Convention. Les sections refusent notamment de reconnaître le nouveau tribunal révolutionnaire et maintiennent le Tribunal populaire, créé à la fin de l'été 1792 et auquel participent des délégués des sections. Un Comité général des 32 sections de Marseille est formé le 1er mai 1793. Ce comité, qui a fait fermer le Club le 3 juin, se déclare en insurrection contre la Convention le 12 juin.

### Fin de l'insurrection fédéraliste et installation de la Terreur à Marseille
Emprisonné à la suite des mandats d'arrêt lancés le 14 mai par le mouvement sectionnaire contre les chefs clubistes, Augustin Maillet, ainsi que Giraud et Chompré, retrouvent leur place au tribunal criminel (devenu tribunal révolutionnaire) le 26 août lorsque l'armée du général Carteaux s'empare de Marseille et met fin à l'insurrection fédéraliste. Jugé trop modéré et soupçonné de corruption, le tribunal sera remplacé par une commission militaire, dite commission Brutus, le 6 janvier 1794 (17 nivôse an II). Maillet et Giraud, arrêtés et envoyés à Paris par Fréron seront innocentés le 23 février (5 ventôse) et « remis en liberté au milieu des acclamations publiques ». Ils réintégreront leur poste à Marseille où Maignet a remplacé Fréron.

### Après Thermidor
Après le 9 Thermidor, Augustin Maillet est emprisonné au fort de Ham avec son frère François, administrateur du département depuis 1793 et fervent jacobin lui aussi. Il est libéré en octobre 1795. À son retour, il apprendra la mort tragique de sa femme, victime d'une des nombreuses exactions commises pendant la Terreur Blanche. Bien que totalement étrangère aux activités de son mari, elle avait été assassinée à coup de sabre alors qu'elle faisait ses courses rue Longue-des-Capucins.